# República Catalana
La República Catalana, i també Estat Català, és una de les denominacions que al llarg de la història ha pres Catalunya quan s'ha proclamat subjecte jurídic i polític sobirà en forma d'estat. Així mateix, és l'objectiu de la lluita política d'una part del moviment independentista català.
La República Catalana o altres diverses formes polítiques de segregació respecte a l'estat espanyol han estat proclamades, almenys, en vuit ocasions: 
1. Al segle xvii pels Braços Generals presidits per Pau Claris l'any 1641.
2. Durant el segle xix per Napoleó Bonaparte l'any 1810 i també l'any 1873 liderat per Baldomer Lostau.[3]
3. Durant el segle xx per Francesc Macià l'any 1931 i per Lluís Companys, qui el 1934 proclamà l'Estat Català.
4. El 2017 pel President de la Generalitat Carles Puigdemont després del Referèndum sobre la independència de Catalunya, tot i que va deixar-la immediatament en suspens per tal de propiciar una mediació internacional. Posteriorment, el dia 27 d'octubre, el Parlament de Catalunya va proclamar la República.[4][5]

## Conjuntures d'independència o de segregació d'Espanya o França
- 988: Borrell II nega el vassallatge dels comtats catalans al rei francès Hug Capet.[6]
- 1641: Els Braços Generals presidits per Pau Claris proclamaren la República Catalana el 16 de gener.
- 1641-1652: El 23 de gener de 1641 els Braços Generals presidits per Pau Claris proclamaren Lluís XIII de França com a Comte de Barcelona, posant el principat de Catalunya sota sobirania francesa. A la mort de Lluís XIII el 1643 ho fou Lluís XIV (el Rei Sol) fins al 1652, reincorporada novament a la Monarquia Hispànica.
- 1712: Proposta de creació d'una República Catalana sota la protecció del Regne Unit.[7]
- 1793: Durant la Guerra Gran entre Espanya i la República Francesa, sectors dirigents d'aquesta plantegen la creació d'una República Catalana agermanada amb la francesa, a l'estil de les altres repúbliques clients que creà amb l'avenç de l'exèrcit revolucionari.
- 1810-1812: Napoleó concedeix la independència a Catalunya sota tutela de França.[8]
- 1812-1814: Catalunya és annexionada a França per Napoleó. Napoleó va ordenar l'annexió de Catalunya a l'Imperi. Es van crear quatre departaments (Ter amb capital a Girona, Segre amb capital a Puigcerdà, Montserrat amb capital a Barcelona i Boques de l'Ebre amb capital a Lleida). L'administració de la Catalunya integrada en l'Imperi depenia de dos intendents i quatre prefectes o caps de departament. Catalunya esdevenia així una província francesa de fet, encara que no fos de dret, però la precarietat de l'assentament francès va impedir la consolidació del sistema.[9]
- 1814: Catalunya és reincorporada al Regne d'Espanya de Ferran VII.
- 1873: Es proclama l'Estat Català dins de la República federal.
- 14-17 d'abril de 1931: Macià proclama la República Catalana com estat integrant de la Federació Ibèrica (Pacte de Sant Sebastià).[10]
- 6 d'octubre de 1934: Lluís Companys proclama l'Estat Català dins de la República federal espanyola.[11]
- 10 d'octubre de 2017: Carles Puigdemont proclama l'Estat Català en forma de república en aplicació dels resultats del referèndum de l'1 d'octubre,[12] suspesa per la possibilitat de diàleg.[13]
- 27 d'octubre de 2017: El Parlament de Catalunya vota a favor una proposta de resolució que aixeca la suspensió del passat 10 d'octubre i proclama l'Estat Català en forma de república. No obstant això, el seu text i votació no es publiquen ni al Butlletí Oficial del Parlament ni al DOGC.[14][15]

## Seglexvii- Proclamació dels Braços Generals presidits per Pau Claris

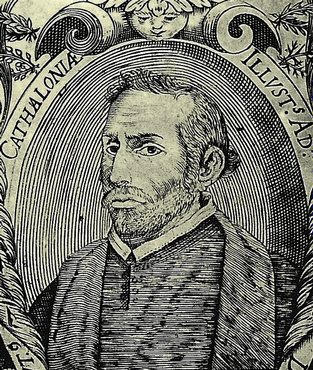
Pau Claris

Els Braços Generals, presidits per Pau Claris, proclamaren la República Catalana el 17 de gener de 1641 sota la protecció de França. Tanmateix, una setmana més tard (el 23 de gener), davant l'alarmant penetració de l'exèrcit de Felip IV de Castella, els Braços Generals, presidits per Pau Claris, proclamaven Lluís XIII de França com a comte de Barcelona i posava el Principat de Catalunya sota sobirania francesa. Lluís XIII de França fou comte de Barcelona fins a la seva mort el 1643 i, després, ho fou Lluís XIV (el Rei Sol) fins al 1652.

### La batalla de Montjuïc

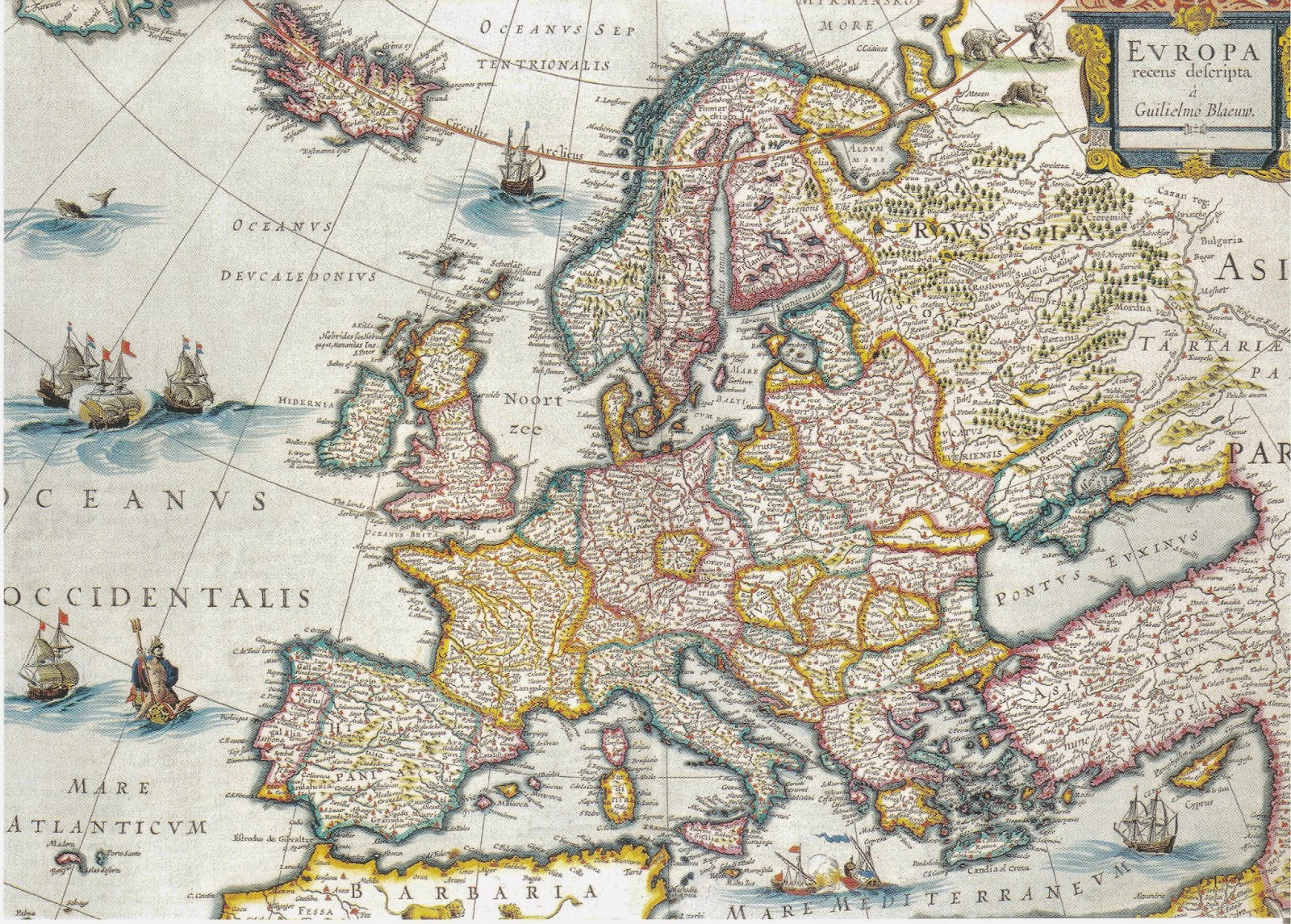
"Europa recens descripta" de Willem Blaeu (c. 1641)

El 26 de gener de 1641 s'havia lliurat la batalla de Montjuïc contra l'exèrcit de Felip IV, el qual fou derrotat i es veié forçat a retirar-se. Un mes més tard moria el Diputat en Cap Pau Claris, qualificat pel Dietari de la Diputació del General com un gran restaurador de la nostra pàtria i mare Catalunya, defensor i llibertador de la pàtria.
La destitució del Comte-duc d'Olivares, la presència de la fam i de la pesta i la promesa de Felip IV de respectar les institucions catalanes van posar fi a la guerra (1652). Però no era la pau total.
Encara que la Guerra dels Trenta Anys s'havia clos amb el Tractat de Westfàlia de 1648, pel qual Espanya perdia dominis al centre d'Europa, continuava la guerra entre França i Espanya, en què Catalunya era afectada en els seus territoris del nord dels Pirineus. Quan l'any 1659 Lluís XIV i Felip IV signen la Pau dels Pirineus, Catalunya és dividida en cedir Felip IV a França part del territori català (Rosselló, Capcir, Conflent, Vallespir i part de la Cerdanya), transgredint les Constitucions de Catalunya.

## Seglexix: El Pacte Federal de Tortosa

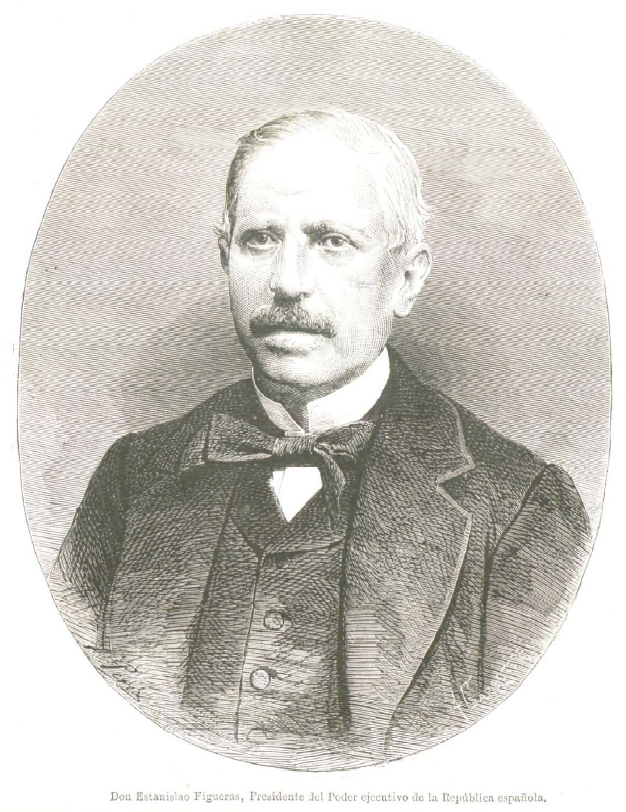
Estanislau Figueras

El 18 de maig de 1869 els representants dels comitès republicano-federals d'Aragó, Catalunya, País Valencià i Illes Balears, signen el Pacte Federal de Tortosa per treballar conjuntament per establir la República federal Espanyola, deixant clar que defensaven la unitat d'Espanya.
Per altra banda, el febrer del 1873 es va proclamar Primera República Espanyola de caràcter unitari i no federal, sent-ne el primer president Estanislau Figueras i el mes de març tingué lloc la Proclamació de l'Estat Català de la qual Baldomer Lostau i Prats en seria el president provisional designat per les quatre diputacions catalanes per a formar un govern provisional. Pocs mesos després, el juny del 1873, va haver de dimitir a causa de la crisi econòmica i de la divisió interna en el seu propi partit provocada per la Proclamació de l'Estat Català dins la Federació Espanyola; aquesta crisi interna només va poder ser sufocada després de prometre la dissolució de l'exèrcit a Catalunya; dimitit Estanislau Figueras, va ser substituït per Pi i Margall, i va haver de fugir a França, d'on va tornar a final d'any per a intentar, sense èxit, recompondre el fragmentat Partit Federal.

## Segle XX

### 1931 - Proclamació de Macià

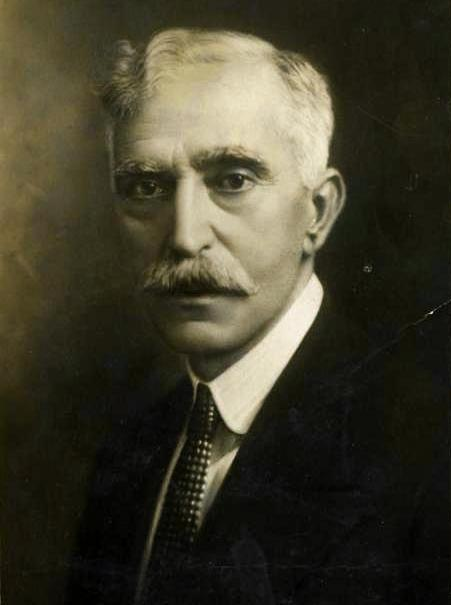
Francesc Macià.

Pel pacte de Sant Sebastià de 17 d'agost de 1930, els partits polítics republicans d'Espanya es posaren d'acord en un disseny global per a l'imminent canvi de règim que incloïa l'autonomia política de Catalunya dins l'anhelada República. Arran de les eleccions municipals de 12 d'abril de 1931, que determinaren la caiguda de la monarquia, Francesc Macià, líder d'Esquerra Republicana de Catalunya -partit triomfador a Catalunya- proclamà de manera unilateral «la República catalana a l'espera que els altres pobles d'Espanya es constitueixin com a Repúbliques, per formar la Confederació Ibèrica» el dia 14 d'abril, poques hores abans que a Madrid es procedís a proclamar la Segona República espanyola. Aquesta proclamació preocupà el govern provisional espanyol i el dia 17, Macià arribà a un pacte amb els ministres Fernando de los Ríos Urruti, Marcel·lí Domingo, i Lluís Nicolau d'Olwer, representants del govern provisional espanyol, en virtut del qual la República catalana era rebatejada amb el nom més ambigu de Generalitat de Catalunya, en inexacta recuperació del nom medieval de la Diputació del General. L'arxiu sonor que ens ha arribat avui dia («proclamo la República Catalana com a estat integrant de la Federació Ibèrica»), no és la proclamació original, sinó que ho és la citada anteriorment.
El govern provisional de la República Catalana era format per:
- President: Francesc Macià (ERC/Estat Català)
- Ministre de Política: Ventura Gassol (ERC/Estat Català)
- Ministre d'Instrucció: Rafael Campalans (USC)
- Ministre de Defensa: Joan Casanovas i Maristany (ERC/Estat Català)
- Ministre d'Hisenda: Casimir Giralt (Partit Republicà Radical)
- Ministre d'Economia i Treball: Manuel Serra i Moret (USC)
- Ministre de Comunicacions: Manuel Carrasco i Formiguera (Acció Catalana Republicana)
- Ministre d'Obres Públiques: Salvador Vidal i Rosell (UGT)

### 1934 - Proclamació de Companys

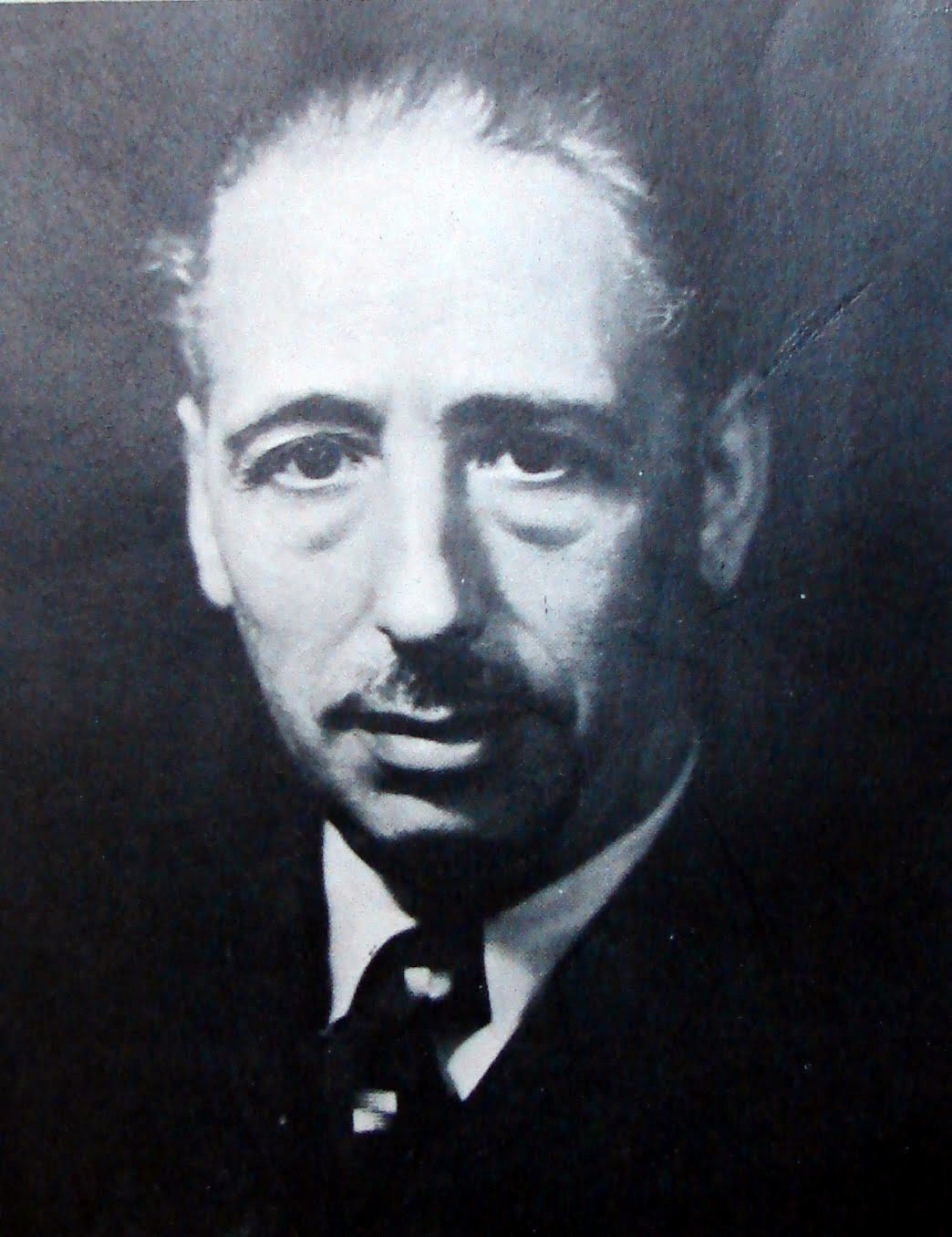
Lluís Companys

El 6 d'octubre de 1934, el President de la Generalitat, Lluís Companys (ERC), tornà a proclamar l'Estat Català dins la República Espanyola. L'esdeveniment s'emmarcava dins un programa insurreccional de bona part de les esquerres espanyoles en contra del govern republicà presidit per Lerroux, el qual pretenia incorporar nous ministres de la CEDA, força política que es considerava propera al feixisme i que, per tant, es temia que atemptaria en contra dels drets socials i l'autonomia catalana.
Companys va establir un govern provisional català, format per:
- President: Lluís Companys (ERC)
- Governació: Josep Dencàs i Puigdollers (ERC/Estat Català)
- Justícia i Dret: Joan Lluhí i Vallescà (PNRE)
- Sanitat i obres públiques: Pere Mestres (ERC)
- Finances: Joan Comorera (USC)
- Treball: Martí Barrera i Maresma (ERC)
- Cultura: Ventura Gassol (ERC)
- Cap del Parlament: Joan Casanovas i Maristany (ERC/Estat Català)
- Cap dels mossos d'esquadra: Enric Pérez i Farràs
- Comissari d'Ordre Públic: Frederic Escofet

L'intent va ser ràpidament avortat per l'executiu espanyol, el qual va encomanar al general català Domènec Batet la repressió de l'alçament, cosa que aconseguí professionalment sense gairebé vessament de sang.
Companys fou detingut i empresonat; el govern autònom, suspès, i pràcticament tots els seus membres, empresonats. Després de la victòria del Front Popular a les eleccions espanyoles de febrer de 1936, el seu govern fou amnistiat i restablert en les seves funcions.
Un cop acabada la Guerra Civil espanyola de 1936-1939, el nou règim franquista abolí les institucions de la Generalitat, i el govern de la Generalitat es va exiliar. El president, Lluís Companys, va ser detingut a França amb la col·laboració de la Gestapo i va ser extradit a Espanya, on va ser jutjat en consell de guerra, condemnat a mort i afusellat al castell de Montjuïc (15 d'octubre de 1940).

## Segle XXI

### 2017 - Proclamació de Puigdemont i el Parlament de Catalunya
El 27 d'octubre de 2017, el Parlament de Catalunya va aprovar la declaració mitjançant la qual es proclamaria la República Catalana. La votació, que va obtenir 70 vots a favor, 2 en blanc i 10 en contra, va fer-se partint de la base dels resultats del referèndum d'autodeterminació celebrat l'1 d'octubre del mateix any. Un total de 53 diputats van retirar-se just abans de la votació, en senyal de protesta.
Com a resposta a l'esmentada proclamació, el president del govern espanyol, Mariano Rajoy, va dissoldre el Parlament de Catalunya i va destituir el Consell Executiu de Catalunya i 141 alts càrrecs de la Generalitat. A més a més, va convocar eleccions regionals per al 21 de desembre de 2017, en disposar del vistiplau del Senat espanyol a l'aplicació de l'article 155, tot i que el Govern català no va reconèixer-ho i va continuar exercint les seves funcions de facto.
Poc després de l'anunci de Rajoy, el director dels Mossos d'Esquadra, Pere Soler i Campins, va enviar una carta de comiat en la qual reconeixia la seva destitució per part del govern espanyol. El major Josep Lluís Trapero feia el mateix l'endemà.
El Consell General de la Vall d'Aran, al nord-oest de Catalunya, va anunciar que duria a terme una reunió extraordinària el 30 d'octubre per avaluar les conseqüències de l'aplicació de l'article 155.